# Ломаківка
Ломаківка — село в Стародубському муніципальному окрузі Брянської області.

## Географія
Знаходиться в південній частині Брянської області на відстані приблизно 30 км по прямій на південь-південний захід від районного центру міста Стародуб. Неподалік знаходиться прикордонний перехід із кордоном України.

## Історія
Засноване село на початку XVIII століття Архипом Ломаки (перший власник), пізніше у володінні Рубцов та інших поміщиків. Із XVIII століття згадується Успенська церква (із 1805 року кам'яна, не збереглася). До 1781 село входило до 2-ї полкової сотні Стародубського полку. У середині XX століття працював колгосп «Правильний шлях». У 1859 році тут (село Стародубського повіту Чернігівської губернії) числилось 75 дворів, у 1892 році — 156. У 1941 році в селі налічувався 191 двір. До 2020 року входило до складу Воронокського сільського поселення Стародубського району до їх скасування.

## Населення
Чисельність населення: 613 осіб (1859 рік), 924 осіб (1892 рік), 292 особи у 2002 році (росіян 96 %), 232 особи у 2010 році.